# Pallavolo al XVIII Festival olimpico estivo della gioventù europea - Torneo maschile
Il torneo maschile di pallavolo al XVIII festival olimpico estivo della gioventù europea si è svolto dal 21 al 26 luglio 2025 a Skopje, in Macedonia del Nord, durante il XVIII Festival olimpico estivo della gioventù europea: al torneo hanno partecipato otto squadre nazionali under 18 europee e la vittoria finale è andata per la quarta volta alla Polonia.

## Impianti
|                                                                                       |  |  |
|                                                                                       |  |  |
| Sportski centar Boris Trajkovski Città: Skopje Capienza: 10 000 Anno d'apertura: 2008 |  |  |

## Regolamento

### Formula
La formula ha previsto:
- Fase a gironi, disputata con girone all'italiana: le prime due classificate di ogni girone hanno acceduto alla fase finale per il primo posto, mentre la terza e la quarta classificata di ogni girone hanno acceduto alla fase finale per il quinto posto.
- Fase finale per il quinto posto, disputata con semifinali, finale per il settimo posto e finale per il quinto posto.
- Fase finale per il primo posto, disputata con semifinali, finale per il terzo posto e finale.

### Criteri di classifica
Se il risultato finale è stato di 3-0 o 3-1 sono stati assegnati 3 punti alla squadra vincente e 0 a quella sconfitta, se il risultato finale è stato di 3-2 sono stati assegnati 2 punti alla squadra vincente e 1 a quella sconfitta.
L'ordine del posizionamento in classifica è stato definito in base a:
- Numero di partite vinte;
- Punti;
- Ratio dei set vinti/persi;
- Ratio dei punti realizzati/subiti;
- Risultati degli scontri diretti.

## Squadre partecipanti
| Squadra            | Qualificazione      | Ultima partecipazione |
| ------------------ | ------------------- | --------------------- |
| Belgio             | -                   | Maribor 2023          |
| Finlandia          | -                   | Utrecht 2013          |
| Francia            | -                   | Maribor 2023          |
| Italia             | -                   | Maribor 2023          |
| Macedonia del Nord | Paese organizzatore | Debutto               |
| Polonia            | -                   | Maribor 2023          |
| Rep. Ceca          | -                   | Maribor 2023          |
| Slovenia           | -                   | Maribor 2023          |

## Torneo

### Fase a gironi
| Girone A           | Girone B  |
| ------------------ | --------- |
| Belgio             | Finlandia |
| Francia            | Italia    |
| Macedonia del Nord | Polonia   |
| Slovenia           | Rep. Ceca |

#### Girone A

##### Risultati
| 21 luglio 2025 Sportski centar Boris Trajkovski, Skopje Durata: 1h:44 - Spettatori: 150 | Slovenia           | 1 - 3 | Belgio             | 24-26, 25-19, 20-25, 21-25 |
| 21 luglio 2025 Sportski centar Boris Trajkovski, Skopje Durata: 1h:07 - Spettatori: 200 | Macedonia del Nord | 0 - 3 | Francia            | 21-25, 10-25, 16-25        |
| 22 luglio 2025 Sportski centar Boris Trajkovski, Skopje Durata: 1h:10 - Spettatori: 100 | Belgio             | 0 - 3 | Francia            | 18-25, 17-25, 22-25        |
| 22 luglio 2025 Sportski centar Boris Trajkovski, Skopje Durata: 1h:00 - Spettatori: 200 | Slovenia           | 3 - 0 | Macedonia del Nord | 25-14, 25-9, 25-16         |
| 23 luglio 2025 Sportski centar Boris Trajkovski, Skopje Durata: 2h:04 - Spettatori: 100 | Francia            | 1 - 3 | Slovenia           | 22-25, 25-15, 18-25, 22-25 |
| 23 luglio 2025 Sportski centar Boris Trajkovski, Skopje Durata: 1h:08 - Spettatori: 150 | Belgio             | 3 - 0 | Macedonia del Nord | 25-19, 25-17, 25-17        |

##### Classifica
| Pos. | Squadra            | Pt | G | V | P | SV | SP | Ratio | PF  | PS  | Ratio |
| ---- | ------------------ | -- | - | - | - | -- | -- | ----- | --- | --- | ----- |
| 1.   | Francia            | 6  | 3 | 2 | 1 | 7  | 3  | 2,333 | 237 | 194 | 1,222 |
| 2.   | Slovenia           | 6  | 3 | 2 | 1 | 7  | 4  | 1,750 | 255 | 221 | 1,154 |
| 3.   | Belgio             | 6  | 3 | 2 | 1 | 6  | 4  | 1,500 | 227 | 218 | 1,041 |
| 4.   | Macedonia del Nord | 0  | 3 | 0 | 3 | 0  | 9  | 0,000 | 139 | 225 | 0,618 |

      Qualificata alle semifinali per il primo posto.
      Qualificata alle semifinali per il quinto posto.

#### Girone B

##### Risultati
| 21 luglio 2025 Sportski centar Boris Trajkovski, Skopje Durata: 1h:34 - Spettatori: 100 | Finlandia | 1 - 3 | Polonia   | 21-25, 25-21, 13-25, 21-25       |
| 21 luglio 2025 Sportski centar Boris Trajkovski, Skopje Durata: 1h:15 - Spettatori: 100 | Rep. Ceca | 0 - 3 | Italia    | 20-25, 15-25, 20-25              |
| 22 luglio 2025 Sportski centar Boris Trajkovski, Skopje Durata: 1h:15 - Spettatori: 50  | Finlandia | 0 - 3 | Rep. Ceca | 21-25, 23-25, 18-25              |
| 22 luglio 2025 Sportski centar Boris Trajkovski, Skopje Durata: 1h:14 - Spettatori: 100 | Polonia   | 3 - 0 | Italia    | 25-21, 25-23, 25-14              |
| 23 luglio 2025 Sportski centar Boris Trajkovski, Skopje Durata: 2h:02 - Spettatori: 40  | Polonia   | 2 - 3 | Rep. Ceca | 25-19, 25-27, 25-13, 23-25, 8-15 |
| 23 luglio 2025 Sportski centar Boris Trajkovski, Skopje Durata: 1h:08 - Spettatori: 80  | Finlandia | 0 - 3 | Italia    | 12-25, 19-25, 23-25              |

##### Classifica
| Pos. | Squadra   | Pt | G | V | P | SV | SP | Ratio | PF  | PS  | Ratio |
| ---- | --------- | -- | - | - | - | -- | -- | ----- | --- | --- | ----- |
| 1.   | Polonia   | 7  | 3 | 2 | 1 | 8  | 4  | 2,000 | 277 | 237 | 1,169 |
| 2.   | Italia    | 6  | 3 | 2 | 1 | 6  | 3  | 2,000 | 208 | 184 | 1,130 |
| 3.   | Rep. Ceca | 5  | 3 | 2 | 1 | 6  | 5  | 1,200 | 229 | 243 | 0,942 |
| 4.   | Finlandia | 0  | 3 | 0 | 3 | 1  | 9  | 0,111 | 196 | 246 | 0,797 |

      Qualificata alle semifinali per il primo posto.
      Qualificata alle semifinali per il quinto posto.

### Fase finale

#### Finali 1º e 3º posto
|  | Semifinali | Semifinali | Semifinali |         |    | Finale          | Finale          | Finale          |  |
|  |            |            |            |         |    |                 |                 |                 |  |
|  | 1A         | Francia    | 3          |         |    |                 |                 |                 |  |
|  | 1A         | Francia    | 3          |         |    |                 |                 |                 |  |
|  | 2B         | Italia     | 0          |         |    |                 |                 |                 |  |
|  | 2B         | Italia     | 0          |         | 1A | Francia         | 0               |                 |  |
|  |            |            |            |         | 1A | Francia         | 0               |                 |  |
|  |            |            | 1B         | Polonia | 3  |                 |                 |                 |  |
|  | 1B         | Polonia    | 1B         | Polonia | 3  | 3               |                 |                 |  |
|  | 1B         | Polonia    |            |         |    | 3               |                 |                 |  |
|  | 2A         | Slovenia   | 1          |         |    | Finale 3º posto | Finale 3º posto | Finale 3º posto |  |
|  | 2A         | Slovenia   | 1          |         |    |                 |                 |                 |  |
|  |            |            |            |         |    |                 |                 |                 |  |
|  |            |            |            |         |    | 2B              | Italia          | 3               |  |
|  |            |            |            |         |    | 2B              | Italia          | 3               |  |
|  |            |            |            |         |    | 2A              | Slovenia        | 2               |  |

##### Semifinali
| 25 luglio 2025 Sportski centar Boris Trajkovski, Skopje Durata: 1h:16 - Spettatori: ?  | Francia | 3 - 0 | Italia   | 27-25, 25-23, 25-12        |
| 25 luglio 2025 Sportski centar Boris Trajkovski, Skopje Durata: 1h:35 - Spettatori: 50 | Polonia | 3 - 1 | Slovenia | 21-25, 25-18, 25-14, 25-14 |

##### Finale 3º posto
| 26 luglio 2025 Sportski centar Boris Trajkovski, Skopje Durata: 2h:18 - Spettatori: 150 | Italia | 3 - 2 | Slovenia | 25-19, 22-25, 27-29, 25-22, 15-9 |

##### Finale
| 26 luglio 2025 Sportski centar Boris Trajkovski, Skopje Durata: 1h:25 - Spettatori: 100 | Francia | 0 - 3 | Polonia | 23-25, 23-25, 21-25 |

#### Finali 5º e 7º posto
|  | Semifinali | Semifinali         | Semifinali |           |    | Finale 5º posto | Finale 5º posto    | Finale 5º posto |  |
|  |            |                    |            |           |    |                 |                    |                 |  |
|  | 3A         | Belgio             | 3          |           |    |                 |                    |                 |  |
|  | 3A         | Belgio             | 3          |           |    |                 |                    |                 |  |
|  | 4B         | Finlandia          | 0          |           |    |                 |                    |                 |  |
|  | 4B         | Finlandia          | 0          |           | 3A | Belgio          | 1                  |                 |  |
|  |            |                    |            |           | 3A | Belgio          | 1                  |                 |  |
|  |            |                    | 3B         | Rep. Ceca | 3  |                 |                    |                 |  |
|  | 3B         | Rep. Ceca          | 3B         | Rep. Ceca | 3  | 3               |                    |                 |  |
|  | 3B         | Rep. Ceca          |            |           |    | 3               |                    |                 |  |
|  | 4A         | Macedonia del Nord | 0          |           |    | Finale 7º posto | Finale 7º posto    | Finale 7º posto |  |
|  | 4A         | Macedonia del Nord | 0          |           |    |                 |                    |                 |  |
|  |            |                    |            |           |    |                 |                    |                 |  |
|  |            |                    |            |           |    | 4B              | Finlandia          | 3               |  |
|  |            |                    |            |           |    | 4B              | Finlandia          | 3               |  |
|  |            |                    |            |           |    | 4A              | Macedonia del Nord | 0               |  |

##### Semifinali
| 25 luglio 2025 Sportski centar Boris Trajkovski, Skopje Durata: 1h:09 - Spettatori: 50  | Belgio    | 3 - 0 | Finlandia          | 25-23, 25-13, 25-22 |
| 25 luglio 2025 Sportski centar Boris Trajkovski, Skopje Durata: 1h:10 - Spettatori: 135 | Rep. Ceca | 3 - 0 | Macedonia del Nord | 27-25, 25-14, 25-18 |

##### Finale 7º posto
| 26 luglio 2025 Sportski centar Boris Trajkovski, Skopje Durata: 1h:08 - Spettatori: 80 | Finlandia | 3 - 0 | Macedonia del Nord | 25-14, 25-21, 25-15 |

##### Finale 5º posto
| 26 luglio 2025 Sportski centar Boris Trajkovski, Skopje Durata: 1h:38 - Spettatori: 160 | Belgio | 1 - 3 | Rep. Ceca | 15-25, 25-20, 17-25, 20-25 |

## Classifica finale
| Pos     | Squadra            | Rosa |
| ------- | ------------------ | --- |
| Oro     | Polonia            | Formazione: 3 Kuropatwa, 5 Kierkowski, 6 Raczyński, 7 Hoffmann, 9 Leppert, 11 Smętek, 16 Sawicki, 17 Schadach, 19 Guzy, 21 Stachowiak, 23 Potempa, 24 Korona, CT: Pawlik           |
| Argento | Francia            | Formazione: 1 J. Logeais, 3 Mrozek, 6 Julien, 7 Cissé, 9 Sentenac, 10 André-Ginoulhac, 11 L. Logeais, 12 Brunet, 14 Louchet, 16 Jeanlys, 17 Puig, 18 Kaikilekofe-Tupou, CT: Cooper |
| Bronzo  | Italia             | Formazione: 1 Arcifa, 2 Bevilacqua, 3 Bigozzi, 4 Bonandrini, 6 Bussolari, 10 Costa, 11 Crosato, 14 Della Ventura, 19 Imperato, 21 Massari, 27 Trotta, 28 Valgiovio, CT: Bozzo      |
| 4       | Slovenia           | Formazione: 3 Dežman, 4 Maček, 5 Ručigaj, 6 Pirnar, 7 Schifini, 8 Skudnik, 10 Babič, 11 Zmagaj, 12 Škorc, 14 Slatinšek, 18 Klinger, 19 Abraham, 21 Nograšek, CT: Hribar            |
| 5       | Rep. Ceca          | Formazione: 1 Moravec, 2 Divecký, 3 Bradáč, 4 Čajan, 5 Židlík, 6 Heřmanský, 7 Boček, 8 Kubeš, 9 Rolník, 10 Moural, 11 Vráblík, 12 Turek, CT: Svoboda                               |
| 6       | Belgio             | Formazione: 1 Dubru, 12 Coppieters, 16 Van Esbroek, 18 Devriese, 22 Sophie, 25 De Rechter, 27 Di Martino, 32 Mertens, 33 Absil, 35 Pijcke, 37 Tahon, 38 Vanooteghem, CT: De Boeck  |
| 7       | Finlandia          | Formazione: 3 Välimäki, 5 Kaaretkoski, 6 Sadovnikov, 7 Marttila, 8 Kivine, 9 Kilpinen, 10 Jago, 11 Kurikka, 12 Peräsalo, 13 Oivanen, 14 Lehtiö, 16 Passinen, CT: Rantanen          |
| 8       | Macedonia del Nord | Formazione: 1 Stavrev, 2 Osmani, 3 Georgiev, 4 Gjorgiev, 7 Gligorov, 8 Spasov, 9 Novakov, 11 Zendelski, 13 Poposki, 15 Jovanovski, 17 Nikolov, 20 Milkov, CT: Šape                 |

## Statistiche
| Rendimento individuale | Rendimento individuale | Rendimento individuale | Rendimento individuale |
| Pos.                   | Nome                   | Punti                  | Squadra                |
| ---------------------- | ---------------------- | ---------------------- | ---------------------- |
| 1                      | Téo André-Ginoulhac    | 80                     | Francia                |
| 2                      | Gioele Costa           | 76                     | Italia                 |
| 3                      | Adam Potempa           | 71                     | Polonia                |
| 4                      | Liam Klinger           | 61                     | Slovenia               |
| 5                      | Matteo Mrozek          | 56                     | Francia                |